# Klobučak
Klobučak falu Horvátországban, Sziszek-Monoszló megyében. Közigazgatásilag Sziszekhez tartozik.

## Fekvése
Sziszek belvárosától légvonalban 9, közúton 12 km-re délre, a Sziszeket Hrvatska Dubicával összekötő 224-es út mentén fekszik.

## Története
A szerb falu csak 1948-tól számít önálló településnek, korábban a horvátok lakta Gornje Komarevo része volt. 1991-ben lakosságának 58%-a szerb, 16%-a horvát nemzetiségű volt. A falu 1991. június 25-én a független Horvátország része lett. A délszláv háború idején 1991. augusztusában a szerbek lakta települést a horvát erők felgyújtották, a lakosság elmenekült. 2011-ben 69 lakosa volt.

## Népesség
| Lakosság változása | Lakosság változása | Lakosság változása | Lakosság változása | Lakosság változása | Lakosság változása | Lakosság változása | Lakosság változása | Lakosság változása | Lakosság változása | Lakosság változása | Lakosság változása | Lakosság változása | Lakosság változása | Lakosság változása | Lakosság változása |
| ------------------ | ------------------ | ------------------ | ------------------ | ------------------ | ------------------ | ------------------ | ------------------ | ------------------ | ------------------ | ------------------ | ------------------ | ------------------ | ------------------ | ------------------ | ------------------ |
| 1857               | 1869               | 1880               | 1890               | 1900               | 1910               | 1921               | 1931               | 1948               | 1953               | 1961               | 1971               | 1981               | 1991               | 2001               | 2011               |
| 0                  | 0                  | 0                  | 0                  | 0                  | 0                  | 0                  | 0                  | 105                | 114                | 132                | 121                | 118                | 120                | 33                 | 69                 |

(Lakosságát 1948-tól számlálják önállóan.)